# Cantone di Combles
Il Cantone di Combles era una divisione amministrativa dell'arrondissement di Péronne.
È stato soppresso a seguito della riforma complessiva dei cantoni del 2014, che è entrata in vigore con le elezioni dipartimentali del 2015.
Comprendeva i comuni di:
- Carnoy
- Combles
- Curlu
- Équancourt
- Étricourt-Manancourt
- Flers
- Ginchy
- Gueudecourt
- Guillemont
- Hardecourt-aux-Bois
- Hem-Monacu
- Lesbœufs
- Longueval
- Maricourt
- Maurepas
- Mesnil-en-Arrouaise
- Montauban-de-Picardie
- Rancourt
- Sailly-Saillisel